# Klawock
Klawock è una città degli Stati Uniti d'America, situata nella Census Area di Prince of Wales-Hyder, nello Stato dell'Alaska. 

## Geografia fisica
La comunità e localizzata sulla costa occidentale dell'isola Principe di Galles. Si affaccia sul canale di Klawock (Klawock Inlet) che fa parte della baia di San Alberto (San Alberto Bay). Tra il canale e la baia, di fronte alla cittadina, si trova l'isola di Wadleigh (Wadleigh Island). Klawock, a est, è bagnata dal fiume Klawock (Klawock River) che nasce dal lago di Klawock (Klawock Lake) 55°30′30″N 132°58′45″W.
Si trova a 90 chilometri (di volo) da Ketchikan, 11 chilometri (per strada) da Craig e 39 chilometri (per strada) da Hollis. 

## Storia
I primi coloni sono stati alcuni cacciatori/pescatori delle tribù dei Tlingit (popolo indigeno dell'America del Nord-Ovest). Il nome "Klawock" deriva da un sottogruppo della nazione dei Tlingit. In tempi più recenti (1853) un navigatore russo chiamò il villaggio "Klyakkhan" e nel 1855 "Thlewakh".
Con l'acquisizione dell'Alaska gli americani aprirono una stazione commerciale per il trattamento del salmone.

## Clima
Klawock ha un clima oceanico temperato. La temperatura media a gennaio è di 1,8 °C e di 14,2 °C ad agosto; la precipitazione annuale è di 227 centimetri.

## Collegamenti
Aeroporto
A circa 3,7 chilometri dalla città si trova l'aeroporto di Klawock; è un aeroporto di proprietà pubblica la cui pista misura 1.524 x 30 metri. L'aeroporto collega principalmente Klawock con 	Ketchkan.
Tra la cittadina e l'isola di Klawock si trova una base di idrovolanti per uso pubblico (Klawock Seaplane Base). L'area misura 1.524 x 305 metri.
Strade
La strada più importante per la cittadina è la Hollis Rd (numerata come 924) e collega la località di Hollis 55°29′00″N 132°38′05″W dove arriva il traghetto da Ketchikan dopo circa 39 chilometri.
Da Klawock la strada 929 chiamata "Craig-Klawock Hwy" dopo 11 chilometri raggiunge più a sud la cittadina di Craig 55°28′35″N 133°08′54″W. Da Craig la strada "Port St Nicholas Rd" dopo una decina di chilometri verso sud si ferma di fronte all'isola di Rancheria (Rancheria Island) 55°25′47″N 133°05′10″W.

## Turismo
La principale attrattiva turistica è il "Klawock Totem Park" con 21 totem dei nativi, una delle più grandi collezioni dell'Alaska. Nel parco oltre ai totem originali è visibile una replica di un vecchio villaggio di Tuxekan.